# Leroy Bach
Leroy Fredrick Bach (Chicago, 1964) è un musicista e polistrumentista statunitense famoso per aver lavorato con i Wilco dal 1997 al 2004.